# Хоршем (район)
Хоршем (англ. Horsham) — неметрополитенский район (англ. non-metropolitan district) в графстве Западный Суссекс (Англия). Административный центр — город Хоршам.

## География
Район расположен в центральной части графства Западный Суссекс, на севере граничит с графством Суррей.

## История
Район был образован 1 апреля 1974 года в результате объединения городского района (англ. Urban District) Хоршем и сельских районов (англ. Rural District) Чанстонбери и Хоршем.

## Состав
В состав района входят 1 город:
- Хоршем

и 32 общины (англ. civil parish).